# لا گریتا
لا گریتا (به اسپانیایی: La Grita) یک شهر در ونزوئلا است که در Jáuregui واقع شده‌است. لا گریتا ۹۰٬۰۰۰ نفر جمعیت دارد و ۱٬۴۴۰ متر بالاتر از سطح دریا واقع شده‌است.